# Ennio Flaiano
Ennio Flaiano (Pescara, 5 de marzo de 1910-Roma, 20 de noviembre de 1972) fue un escritor, periodista, guionista y crítico cinematográfico italiano.

## Biografía
Nació en Cetteo Flaiano, pero su infancia se desarrolló entre Pescara, Camerino, Senigallia, Fermo y Chieti. Entre 1921 y 1922 fue ya a Roma, en donde concluyó sus estudios medios; a continuación se matriculó allí en arquitectura, si bien no concluyó esa carrera. En 1940 se casó con Rosetta Rota. 
Flaiano estuvo estrechamente ligado a Roma, así como a sus artistas y escritores. En 1947 ganó el Premio Strega con Tempo di uccidere, novela sobre su experiencia en Etiopía. Entre 1947 y 1971 escribió algunos de los más bellos guiones de cine, como los que hizo para Federico Fellini.
Escribió en diversas revistas, como Oggi, Il Mondo, Corriere della Sera; en este último periódico empezó a escribir su autobiografía poco antes de morir, en 1972. 
Su primera obra, La guerra spiegata ai poveri (1946; “La guerra explicada a los pobres”), muestra su humor agudo y sutil . Su primera novela , Tempo di uccidere (1947; A Time to Kill ), le valió el Premio Strega en 1947. Comenzó a escribir guiones cinematográficos durante la Segunda Guerra Mundial e infundió un sentido de realismo en películas de Fellini como La strada (1954; “ El camino”), La dolce vita(1960; “La dulce vida”), y Otto e mezzo (1963 ; 8 1/2 ).
Flaiano fue un fino e irónico moralista, a menudo con un trasfondo trágico. Hay una vena satírica y grotesca en sus libros. Su figura se ha ido imponiendo en Italia y hoy se le considera unos de los grandes escritores del siglo XX, destacando sus anotaciones, como Diario notturno, La solitudine del satiro y su Autobiografia del blu di Prussia. Sin embargo, en España es muy poco conocido, pese a las referencias de Enrique Vila-Matas, por ejemplo.

### Obra selecta
- 1946 La guerra spiegata ai poveri (teatro)
- 1947 Tempo di uccidere, novela
- 1956 Diario notturno,
- 1957 La donna nell'armadio (teatro)
- 1959 Una e una notte,
- 1960 Il caso Papaleo (teatro)
- 1960 Un marziano a Roma (teatro)
- 1970 Il gioco e il massacro
- 1971 Un marziano a Roma e altre farse
- 1972 Le ombre bianche
- 1972 La conversazione continuamente interrotta (teatro)
- 1973 La solitudine del satiro (póstumo)
- 1974 Autobiografia del blu di Prussia, selección de Cesare Garboli
- 1978 Lettere d'amore al cinema selección de Cristina Bragaglia
- 1979 Un bel giorno di libertà, crónicas de los cuarenta, selección de Emma Giammattei

## Colaboraciones en cine
- Pastor Angelicus (1942) de Romolo Marcellini (guion y ayudante de dirección)
- La danza del fuoco (1943) de Giorgio Simonelli (guion )
- La primadonna (1943) de Ivo Perilli (guion )
- Inviati speciali (1943) de Romolo Marcellini (guion y ayudante de dirección)
- L'abito nero della sposa (1945) de Luigi Zampa (guion )
- Vivere ancora (1945) de Nino Giannini y Leo Longanesi (guion )
- La freccia nel fianco (1945) de Alberto Lattuada (guion )
- Mio figlio professore (1946) de Renato Castellani (actor)
- Il vento mi ha cantato una canzone (1947) de Camillo Mastrocinque (guion)
- Roma città libera (1948) de Marcello Pagliero (argumento y guion)
- Fuga in Francia (1948) de Mario Soldati (guion )
- Cintura di castità (1949) de Camillo Mastrocinque (argumento y guion )
- Luces de variedades (1950) de Alberto Lattuada e Federico Fellini (guion)
- Parigi è sempre Parigi (1951) de Luciano Emmer (guion)
- Guardias y ladrones (1951) de Mario Monicelli e Steno (guion)
- El jeque blanco (1952) de Federico Fellini (guion)
- Fanciulle di lusso (1952) de Bernard Vorhaus (guion)
- Los inútiles (1953) de Federico Fellini (argumento y guion)
- Destini di donne (1953) de Marcello Pagliero, Christian-Jaque y Jean Delannoy (argumento y guion )
- Dov'è la libertà? (1953) de Roberto Rossellini (guion)
- Riscatto (1953) de Marino Girolami (guion)
- Il mondo la condanna (1952) de Gianni Franciolini (guion)
- Canzoni, canzoni, canzoni (1953) de Domenico Paolella (guion)
- Villa borghese (1954) de Gianni Franciolini (argumento y guion)
- Vestir al desnudo (1954) de Marcello Pagliero (guion)
- La romana (1954) de Luigi Zampa (guion)
- Camilla (1954) de Luciano Emmer (argumento y guion)
- Vergine moderna (1954) de Marcello Pagliero (guion)
- Tempi nostri (1954): episodio Scena all'aperto de Alessandro Blasetti (guion)
- La Strada (1954) de Federico Fellini (asistencia al director)
- La donna del fiume (1954) de Mario Soldati (idea de Flaiano, con Alberto Moravia)
- Calabuch (1955) de Luis Berlanga (argumento y guion)
- Continente perduto (1955) de Enrico Gras, Giorgio Moses y Leonardo Bonzi (argumento y guion)
- L'ultimo paradiso (1955) de Folco Quilici (guion)
- Il bidone (1955) de Federico Fellini (guion)
- Peccato che sia una canaglia (1955) de Alessandro Blasetti (guion)
- Il segno di Venere (1955) de Dino Risi (guion)
- La fortuna di essere donna (1955) de Alessandro Blasetti (guion)
- Totò e Carolina (1955) de Mario Monicelli (argumento y guion)
- Terrore sulla città (1957) de Anton Giulio Majano (guion)
- Las noches de Cabiria (1957) de Federico Fellini (guion)
- Racconti d'estate (1958) de Gianni Franciolini (guion)
- Fortunella (1958) di Eduardo De Filippo (argumento y guion)
- Un ettaro di cielo (1959) de Aglauco Casodio (argumento y guion)
- Un amore a Roma (1960) de Dino Risi (guion)
- La dolce vita (1960) di Federico Fellini (argumento y guion)
- La noche (1961) de Michelangelo Antonioni (guion)
- La ragazza in vetrina (1961) de Luciano Emmer (guion)
- Fantasmi a Roma (1961) de Antonio Pietrangeli (argumento y guion)
- Boccaccio 70 (1962): episodio Le tentazioni del dott. Antonio di Federico Fellini (argumento y guion)
- Hong Kong, un addio (1963) de Gian Luigi Polidoro (guion)
- 8 e ½ (1963) de Federico Fellini (argumento e guion)
- El verdugo (1964) de Luis Berlanga (guion)
- Tonio Kröger (1964) de Rolf Thiele (guion)
- Una moglie americana (1964) de Gian Luigi Polidoro (guion)
- Giulietta de los espíritus (1965) de Federico Fellini (guion)
- Signore & signori (1965) de Pietro Germi (guion)
- La decima vittima (1965) de Elio Petri (guion)
- Wälsungenblut (1965) de Rolf Thiele (col. guion)
- Io, io, io... e gli altri (1966) de Alessandro Blasetti (col. a la guion)
- I protagonisti (1968) de Marcello Fondato (argumento y  guion)
- Vivi o preferibilmente morti (1969) de Duccio Tessari (argumento)
- Red (1969) di Gilles Carle (argumento y guion)
- Colpo rovente (1970) de Pietro Zuffi (guion)

## Premios y distinciones
Premios Óscar
| Año  | Categoría                        | Película      | Resultado |
| ---- | -------------------------------- | ------------- | --------- |
| 1958 | Mejor argumento y guion original | Los inútiles  | Nominado  |
| 1962 | Mejor argumento y guion original | La dolce vita | Nominado  |
| 1964 | Mejor argumento y guion original | 8½            | Nominado  |